# لورانس بلشر
لورانس بلشر (بالإنجليزية: Laurence Belcher)‏ هو ممثل بريطاني، ولد في 27 ديسمبر 1995 في المملكة المتحدة.

## أعمال

### أفلام
- (2013) ديانا

## وصلات خارجية
- لورانس بلشر على موقع IMDb (الإنجليزية)
- لورانس بلشر على موقع قاعدة بيانات الفيلم (الإنجليزية)